# Rauwerderhem
Rauwerderhem est une ancienne commune néerlandaise, située dans la province de Frise. 

## Géographie
La commune se situait dans le centre de la Frise. Elle avait une superficie de 34,73 km2 et était composée des huit villages de Deersum, Irnsum, Poppingawier, Rauwerd, Sijbrandaburen et Terzool. Rauwerd (Raerd) était le chef-lieu.

## Histoire
La commune a existé jusqu'à sa disparition le 1er janvier 1984, où elle est fusionnée avec celle d'Idaarderadeel et la plus grande partie d'Utingeradeel pour former la nouvelle commune de Boornsterhem, qui a pris le nom officiel frison de Boarnsterhim. Cette dernière disparaît à son tour en 2014 pour être intégrée au sein de la nouvelle commune de De Fryske Marren et les communes existantes de Heerenveen, Leeuwarden et Súdwest-Fryslân. L'ancienne commune de Boarnsterhim est répartie entre les communes de De Frykse Marren et de Leeuwarden.

## Démographie
Sa population s'élevait à 2 541 habitants en 1974 et 2 992 habitants en 1983.